# Dark Moor
A Dark Moor spanyol metalegyüttes. A zenekar 1993-ban alakult Madridban.

## Története
Első nagylemezüket 1999-ben adták ki. Szimfonikus power metal, neoklasszikus metal és progresszív metal műfajokban játszanak. Első három albumuk megjelentetése után három tag elhagyta a zenekart, hogy új együttest alapítsanak, „Dreamaker” néven. Jelenleg Enrik Garcia gitáros az egyetlen olyan tag, aki megalakulásuk óta szerepel a Dark Moor-ban. Felléptek Demons and Wizardsszal is. Az együttes folyamatosan turnézik és albumokat jelentet meg, eddigi utolsó lemezük 2018-ban került piacra.

## Tagok
- Alfred Romeo - ének (2003–)
- Enrik Garcia - gitár (1993–)
- Dani Fernandez - basszusgitár (2004–2008, 2015–)
- Roberto Cappa - dob (2006–)

## Korábbi tagok
- Javier Rubio - gitár (1993–1998)
- Iván Urbistondo - ének (1996–1999)
- Roberto Pena - billentyűk (1994–2002)
- Elisa C. Martin - ének (1999–2003)
- Albert Maroto - gitár (1999–2003)
- Anan Kaddouri - basszusgitár (1998–2004)
- Jorge Sáez - dobok (1998–2003)
- Jose Garrido - gitár (2003–2004)
- Jamie Mylles - gitár (2004–2006)
- Andy C. - dob, billentyűk (2003–2006)
- Mario Garcia - basszusgitár (2008–2015)
- Ricardo Moreno - basszusgitár (2015)

## Diszkográfia
- Dreams of Madness - demó, 1998
- Flying - demó, 1999
- Shadowland - album, 1999
- The Hall of the Olden Dreams - album, 2000
- The Fall of Melnibone - EP, 2001
- The Gates of Oblivion - album, 2002
- Dark Moor - album, 2003
- Between Light and Darkness - EP, 2003
- From Hell - EP, 2003
- Beyond the Sea - album, 2005
- Tarot - album, 2007
- Autumnal - album, 2009
- Ancestral Romance - album, 2010
- Ars Musica - album, 2013
- The Road Again - kislemez, 2013
- Project X - album, 2015
- Origins - album, 2018